# Молдаван, Николай
Николай Молдаван (до эмиграции — Калман (Карл) Молдаван, англ. Nicolas Moldavan, в ранних публикациях также — Nicolai Moldavan; 23 января 1891, Кременец, Волынская губерния — 21 сентября 1974, Нью-Йорк) — американский альтист российского происхождения.
В 1893 году семья переехала в Одессу. С семилетнего возраста учился в Одессе сначала у Иосифа Пермана, затем у Александра Фидельмана (на скрипке), затем в 1906—1912 годах в Петербургской консерватории у Сергея Коргуева. Участник ансамбля еврейской музыки «Зимро», созданного Семёном Беллисоном (1917), 2 февраля 1920 года первый исполнитель Увертюры на еврейские темы С. С. Прокофьева в его составе.
Эмигрировав вместе с ансамблем в США (1918), оказался в окружении Франца Кнайзеля, по совету которого перешёл на альт. Сосредоточился преимущественно на ансамблевом музицировании. Играл, в частности, в квартете под руководством Миши Эльмана, в Ленокс-квартете под руководством Шандора Хармати, в 1924—1929 годах был альтистом Квартета Флонзале, а затем, после его роспуска, — Квартета Страдивариуса, созданного одним из скрипачей Флонзале Альфредом Пошоном (до 1935 года).